# Lista de episódios de Tromba Trem
Tromba Trem é uma série de desenho animado brasileiro criada por Zé Brandão, e produzida pela Copa Studio. Teve seu piloto produzido dentro do projeto Anima TV, um programa do Governo Brasileiro para incentivar a produção de séries de animação no Brasil. Ao final, foi comtemplada para a produção de uma temporada completa, junto de Carrapatos e Catapultas.
Sua primeira temporada estreou em março de 2011 na tanto na TV Brasil quanto pela TV Cultura. Foi posteriormente adquirida pela Cartoon Network em 2012, e em 2013 estreou pelo Tooncast, onde ganhou transmissão por grande parte da América Latina. Em 2014 estreou sua segunda temporada, com novo design de personagens.
A terceira temporada teve a sua estreia no dia 5 de setembro de 2016 pelo Cartoon Network, com exibição posteriormente concluída pela TV Brasil e reiniciada pelo Boomerang. Atualmente a série é transmitida pelos três canais da tv brasileira:
- Boomerang: Sextas, Sábados e Domingos, 11h30 (Segunda Temporada e Primeira Metade da Terceira)
- TV Cultura: Sábados às 9h
- TV Rá-Tim-Bum: Domingos às 11h e 17h25 e Segundas às 04h45

## Resumo
| Temporada | Temporada | Episódios | Exibição original     | Exibição original    |
| Temporada | Temporada | Episódios | Estreia de temporada  | Final de temporada   |
| --------- | --------- | --------- | --------------------- | -------------------- |
|           | 1         | 13        | 17 de abril de 2011   | 1 de abril de 2012   |
|           | 2         | 13        | 4 de maio de 2014     | 27 de julho de 2014  |
|           | 3         | 26        | 5 de setembro de 2016 | 7 de janeiro de 2017 |

## Episódios

### 1ª Temporada (2011-12)
* Ordem de Exibição da TV Brasil.
| Episódio (série) | Episódio (temp.) | Título                     | Escrito por                 | Storyboards por                  | Exibição original      |
| --- | ---------------- | -------------------------- | --------------------------- | -------------------------------- | ---------------------- |
| 1 | 1                | "O Estrangeiro"            | Zé Brandão e Sandro Menezes | Rodrigo Soldado e Sandro Menezes | 10 de julho de 2011    |
| Um elefante indiano perde a memória ao cair do céu em pleno cerrado brasileiro, onde encontra uma tamanduá vegetariana, um urubu sábio e caipira e uma colônia de cupins que acreditam ser de outro planeta. Todos juntos embarcam em um comboio a vapor, com o objetivo de alcançar um dirigível que cruza os céus da América Latina.                                              |                  |                            |                             |                                  |                        |
| 2 | 2                | "O Grande Rudinei"         | Zé Brandão e Sandro Menezes | Gustavo Bartolomeo               | 17 de abril de 2011    |
| Quando o Tromba Trem está quase alcançando o dirigível, o Capitão é obrigado a parar: um macaco-prego-galego chamado Rudinei está amarrado nos trilhos à sua frente. No entanto, toda a situação era apenas um show de mágica. |                  |                            |                             |                                  |                        |
| 3 | 3                | "O Mistério de Meia-Treta" | Zé Brandão e Sandro Menezes | Gustavo Bartolomeo               | 15 de dezembro de 2011 |
| Gajah, Duda e Júnior produzem um documentário entrevistando um povoado da Caatinga para obter informações sobre um mistério que assola a região. |                  |                            |                             |                                  |                        |
| 4 | 4                | "A Ilha de Búfalos"        | Zé Brandão e Sandro Menezes | Gustavo Bartolomeo               | 18 de abril de 2011    |
| Gajah conhece as celebridades bovinas da Ilha de Búfalos, um resort de famosos que vive aparecendo na revista Fuças. Enquanto isso, os cupins se deparam com um velho rival, Formikan. |                  |                            |                             |                                  |                        |
| 5 | 5                | "Na Boca do Sapo"          | Zé Brandão e Sandro Menezes | Gustavo Bartolomeo               | 20 de dezembro de 2011 |
| A Rainha Cupim é devorada por um sapo-cururu. |                  |                            |                             |                                  |                        |
| 6 | 6                | "Um Dia de Inseto"         | Zé Brandão e Sandro Menezes | Gustavo Bartolomeo               | 22 de dezembro de 2011 |
| Gajah encolhe para o tamanho de um inseto. |                  |                            |                             |                                  |                        |
| 7 | 7                | "Rédeas da Paixão"         | Zé Brandão e Sandro Menezes | Gustavo Bartolomeo               | 25 de março de 2012    |
| O trem estaciona no local onde foi gravada a novela "Rédeas da Paixão", que nunca teve o último capítulo produzido por causa do desaparecimento do protagonista, a ariranha Hector Boa-Pinta. |                  |                            |                             |                                  |                        |
| 8 | 8                | "El Duderino"              | Zé Brandão e Sandro Menezes | Gustavo Bartolomeo               | 27 de dezembro de 2011 |
| Durante uma viagem ao México, Duda é confundida com o justiceiro "El Domador de Jacarés". |                  |                            |                             |                                  |                        |
| 9 | 9                | "Chinchila e Alpaca"       | Zé Brandão e Sandro Menezes | Gustavo Bartolomeo               | 29 de dezembro de 2011 |
| Gajah resolve dar um passeio na montanha enquanto o trem está estacionado. Porém, o que ele não sabe é que uma alpaca e uma chinchila estão os espionando. |                  |                            |                             |                                  |                        |
| 10 | 10               | "Vizinhos das Estrelas"    | Zé Brandão e Sandro Menezes | Gustavo Bartolomeo               | 1 de abril de 2012     |
| A turma conhece dois flamingos no deserto do Atacama. |                  |                            |                             |                                  |                        |
| 11 | 11               | "Estação Fim do Mundo"     | Zé Brandão e Sandro Menezes | Gustavo Bartolomeo               | 1 de dezembro de 2011  |
| Gajah guia o Tromba Trem para o "fim do mundo": a Terra do Fogo, extremo sul das Américas. |                  |                            |                             |                                  |                        |
| 12 | 12               | "Incidente em Varginha"    | Zé Brandão e Sandro Menezes | Gustavo Bartolomeo               | 2 de julho de 2011     |
| Ao finalmente chegar à Varginha, em Minas Gerais, os amigos do Tromba Trem são recebidos por Bira, um pinscher miniatura que lhes oferece tour, lanches e souvenires. Júnior desconfia da performance do cãozinho e some misteriosamente. As coisas ficam ainda mais suspeitas quando Gajah descobre que a esposa vaca de Bira (que foi supostamente abduzida) ainda está na Terra. |                  |                            |                             |                                  |                        |
| 13 | 13               | "Machu Picchu"             | Zé Brandão e Sandro Menezes | Gustavo Bartolomeo               | 3 de julho de 2011     |
| Quando o trem chega próximo a Machu Picchu, a rainha cupim bate a cabeça e tem uma perda parcial da memória. |                  |                            |                             |                                  |                        |

### 2ª Temporada (2014)
* Ordem de Exibição da TV Brasil.
| Episódio (série) | Episódio (temp.) | Título               | Escrito por                               | Storyboards por                                          | Exibição original   |
| --- | ---------------- | -------------------- | ----------------------------------------- | -------------------------------------------------------- | ------------------- |
| 14 | 1                | "Bela e Banguela"    | Zé Brandão, Ivan Fernandes e Suzanne Lang | Ricardo Bess                                             | 8 de junho de 2014  |
| O Tromba Trem transformado em barco navega pelo Amazonas, onde conhecemos uma jacaré dançarina. Duda, banguela como toda tamanduá, sofre a invejinha de não ter dentes.                                                                                         |                  |                      |                                           |                                                          |                     |
| 15 | 2                | "Jornada Indigesta"  | Zé Brandão e Suzanne Lang                 | Gustavo Bartolomeo                                       | 4 de maio de 2014   |
| Júnior é acidentalmente engolido por Gajah. Correndo contra o tempo, o pequenino precisa achar uma saída segura do estômago do elefante antes que seja digerido.                                                                                                |                  |                      |                                           |                                                          |                     |
| 16 | 3                | "Bicho Monarca"      | Zé Brandão, Ivan Fernandes e Suzanne Lang | Gustavo Bartolomeo                                       | 11 de maio de 2014  |
| A Rainha Cupim está doidinha para ser capa da revista mais chique do reino dos insetos. Gajah e Duda estão doidinhos pra não ter que trabalhar tanto. Assim, eles convocam o Sr. Libélula para fazer uma edição falsa da revista.                               |                  |                      |                                           |                                                          |                     |
| 17 | 4                | "Baratocracia"       | Zé Brandão, Ivan Fernandes e Suzanne Lang | Gustavo Bartolomeo                                       | 18 de maio de 2014  |
| Gajah se torna vítima do sistema numa cidade ultra-burocrática governada por baratas, que são desprezadas pela Rainha Cupim e temidas por Duda. |                  |                      |                                           |                                                          |                     |
| 18 | 5                | "Fenômeno Astral"    | Zé Brandão, Ivan Fernandes e Suzanne Lang | Gustavo Bartolomeo                                       | 25 de maio de 2014  |
| Júnior está separado dos demais quando um evento astronômico acontece. Sem o pequeno gênio para explicar o que está acontecendo, o resto da tripulação do Tromba Trem pensa que o mundo está acabando.                                                          |                  |                      |                                           |                                                          |                     |
| 19 | 6                | "Prima Minha"        | Zé Brandão, Ivan Fernandes e Suzanne Lang | Gustavo Bartolomeo                                       | 1 de junho de 2014  |
| A Rainha e sua prima esnobe se encontram num SPA exclusivo para cupins, com uma severa política anti-mamíferos. Ela simula uma aversão a elefantes e tamanduás, numa tentativa de fazer parte da patotinha.                                                     |                  |                      |                                           |                                                          |                     |
| 20 | 7                | "Ouvindo Vozes"      | Zé Brandão, Ivan Fernandes e Suzanne Lang | Gustavo Bartolomeo                                       | 15 de junho de 2014 |
| Depois de perder a voz, a Rainha Cupim entra no ouvido de Gajah. Lá dentro ela sussurra ordens que o elefante precisa repetir para a colônia. É claro que o plano não dá muito certo...                                                                         |                  |                      |                                           |                                                          |                     |
| 21 | 8                | "Selvagem"           | Maurício Maia e Jovan de Melo             | Maurício Maia e Gustavo Bartolomeo                       | 22 de junho de 2014 |
| Duda adota um animalzinho que para ela é a coisa mais fofa do mundo. Gajah e os cupins enxergam o bicho pelo que ele realmente é: uma criatura bizarra e selvagem, que adora arranhar elefantes.                                                                |                  |                      |                                           |                                                          |                     |
| 22 | 9                | "Hic, Hic, Hurra!"   | Zé Brandão, Ivan Fernandes e Suzanne Lang | Gustavo Bartolomeo                                       | 29 de junho de 2014 |
| Os soluços de Gajah estão sacudindo todo o trem, quebrando coisas e impedindo a Rainha de tirar seu cochilo da beleza. |                  |                      |                                           |                                                          |                     |
| 23 | 10               | "Desengordamento"    | Zé Brandão, Ivan Fernandes e Suzanne Lang | Gustavo Bartolomeo                                       | 6 de julho de 2014  |
| Gajah precisa ficar de dieta para conseguir atravessar o “arco da famosidade” sem entalar. A Dieta Maluca, receita de Duda, é impossível de ser cumprida, principalmente com tantos bolinhos dando sopa por aí.                                                 |                  |                      |                                           |                                                          |                     |
| 24 | 11               | "Mamute Monocelha"   | Zé Brandão, Ivan Fernandes e Suzanne Lang | Gustavo Bartolomeo                                       | 13 de julho de 2014 |
| Gajah bebe uma poção testada numa bactéria na qual Júnior estava trabalhando, que supostamente ajudaria com seu problema da falta de memória. Ao bebê-la,o elefante fica com um QI de 200. mas 12 horas depois, ele fica parecido com um parente pré-histórico. |                  |                      |                                           |                                                          |                     |
| 25 | 12               | "Inimizade Colorida" | Zé Brandão, Ivan Fernandes e Suzanne Lang | Ricardo Bess                                             | 20 de julho de 2014 |
| De todos os seres do universo, Júnior foi se apaixonar logo pela filha da Rainha Formiga, a maior rival de sua mãe, a Rainha Cupim. Assim, as duas colônias se unem na tentativa de separar os dois.                                                            |                  |                      |                                           |                                                          |                     |
| 26 | 13               | "Festa no Céu"       | Zé Brandão e Jansen Raveira               | Ricardo Bess, Maurício Maia, Zé Brandão e Jansen Raveira | 27 de julho de 2014 |
| O Tromba Trem finalmente fica a poucos metros do misterioso dirigível, mas não consegue alcançar a aeronave que flutua sobre a cabeça de todos. O melhor é convencer as aves que estão dando uma festa no céu.                                                  |                  |                      |                                           |                                                          |                     |

### 3ª Temporada (2016-17)
*Os treze primeiros episódios estrearam pelo Cartoon Network, semanalmente, entre 5 de setembro e 28 de novembro de 2016. A partir de 9 de dezembro do mesmo ano, a temporada estreou pela TV Brasil, que a exibiu diariamente na íntegra. Desta forma, os treze primeiros episódios seguem a ordem do Cartoon Network e os treze últimos obedecem a ordem da TV Brasil.

*A partir de 5 de julho de 2017, a temporada começou a ser exibida pelo Boomerang, mas com o mesmo lote de episódios já exibidos pelo Cartoon Network.
| Episódio (série) | Episódio (temp.) | Título                    | Escrito por                                                                     | Storyboards por                             | Exibição original      |
| --- | ---------------- | ------------------------- | ------------------------------------------------------------------------------- | ------------------------------------------- | ---------------------- |
| 27 | 1                | "Rima Bolada"             | Zé Brandão Roteiro Adicional de Jovan de Melo e Maurício Maia                   | William Lages                               | 5 de setembro de 2016  |
| Gajah tenta participar de um show de talentos com a ajuda da Duda, usando músicas de rap em suas rimas. |                  |                           |                                                                                 |                                             |                        |
| 28 | 2                | "Panda Amarelo"           | Chris Eksterman Roteiro Adicional de Jovan de Melo, Maurício Maia e Zé Brandão  | William Lages                               | 12 de setembro de 2016 |
| Acreditando que foi substituído em sua função no Tromba Trem, Gajah arranja um emprego novo em um zoológico. |                  |                           |                                                                                 |                                             |                        |
| 29 | 3                | "Mistério do Mingau"      | Chris Eksterman e Jovan de Melo Roteiro Adicional de Maurício Maia e Zé Brandão | David Mussel                                | 19 de setembro de 2016 |
| Júnior tenta desvendar um caso misterioso que aconteceu na festa da Rainha Cupim. |                  |                           |                                                                                 |                                             |                        |
| 30 | 4                | "Wasabi"                  | Ronaldo Pelli Roteiro Adicional de Jovan de Melo, Maurício Maia e Zé Brandão    | André Araújo                                | 26 de setembro de 2016 |
| Duda cria um aplicativo para os animais encontrarem o verdadeiro amor, mas sua criação acaba se voltando contra ela.                                                                                               |                  |                           |                                                                                 |                                             |                        |
| 31 | 5                | "Taturana Show"           | Arnaldo Branco Roteiro Adicional de Jovan de Melo, Maurício Maia e Zé Brandão   | Marcelo Perin                               | 3 de outubro de 2016   |
| Um programa sensacionalista de televisão tenta causar intriga entre Júnior e a Rainha Cupim. |                  |                           |                                                                                 |                                             |                        |
| 32 | 6                | "Silêncio, Por Favor"     | Maurício Maia Roteiro Adicional de Jovan de Melo e Zé Brandão                   | Giovanna Guimarães                          | 10 de outubro de 2016  |
| Gajah, Duda e os cupins visitam um SPA relaxante. |                  |                           |                                                                                 |                                             |                        |
| 33 | 7                | "Sem Título"              | Arnaldo Branco Roteiro Adicional de Jovan de Melo, Maurício Maia e Zé Brandão   | William Lages                               | 17 de outubro de 2016  |
| Gajah fica famoso por fazer obras primas... sem arte. |                  |                           |                                                                                 |                                             |                        |
| 34 | 8                | "Deserto Esquecido"       | Jovan de Melo Roteiro Adicional de Maurício Maia e Zé Brandão                   | Marcio Castro                               | 24 de outubro de 2016  |
| Um colapso energético faz com que Capitão acabe perdido em uma região desconhecida do Tromba Trem. |                  |                           |                                                                                 |                                             |                        |
| 35 | 9                | "Vamp Duda"               | Arnaldo Branco Roteiro Adicional de Jovan de Melo, Maurício Maia e Zé Brandão   | David Mussel e Marcelo Perin                | 31 de outubro de 2016  |
| Duda conta uma história de terror sobre a noite em que trabalhou como babá de uma família de morcegos vampiros. |                  |                           |                                                                                 |                                             |                        |
| 36 | 10               | "Acne Júnior"             | Arnaldo Branco Roteiro Adicional de Jovan de Melo, Maurício Maia e Zé Brandão   | Giovanna Guimarães                          | 7 de novembro de 2016  |
| Júnior cria uma espinha que faz Duda ter visões inesperadas. |                  |                           |                                                                                 |                                             |                        |
| 37 | 11               | "Máquinas Voadoras"       | Arnaldo Branco Roteiro Adicional de Jovan de Melo, Maurício Maia e Zé Brandão   | Giovanna Guimarães                          | 14 de novembro de 2016 |
| A mais nova invenção de Júnior provoca uma guerra tecnológica entre formigas e cupins. |                  |                           |                                                                                 |                                             |                        |
| 38 | 12               | "Pelotão Lobinho"         | Arnaldo Branco Roteiro Adicional de Jovan de Melo, Maurício Maia e Zé Brandão   | Marcelo Perin                               | 21 de novembro de 2016 |
| Um acidente faz com que Gajah e Duda precisem cuidar de um grupo de escoteiros mirins. |                  |                           |                                                                                 |                                             |                        |
| 39 | 13               | "Pon-te Que-bra-da"       | Jovan de Melo Roteiro Adicional de Maurício Maia e Zé Brandão                   | William Lages                               | 28 de novembro de 2016 |
| O Tromba Trem está em uma enrascada e precisa urgentemente de ajuda. |                  |                           |                                                                                 |                                             |                        |
| 40 | 14               | "Amor Predador"           | Suzanne Lang Roteiro Adicional de Jovan de Melo e Zé Brandão                    | Maurício Maia                               | 26 de dezembro de 2016 |
| A Rainha Cupim tenta engatar um romance com Fábio, o Tamanduá, que tenta se acasalar com Duda, que tenta ser uma gazela.                                                                                           |                  |                           |                                                                                 |                                             |                        |
| 41 | 15               | "Carruagem Mística"       | Zé Brandão Roteiro Adicional de Jovan de Melo e Maurício Maia                   | André Araújo, William Lages e Marcela Vilar | 27 de dezembro de 2016 |
| Duda traz para o Tromba Trem os perigos de atender a uma ligação de telemarketing. |                  |                           |                                                                                 |                                             |                        |
| 42 | 16               | "Morango e Chocolate"     | Maurício Maia Roteiro Adicional de Jovan de Melo e Zé Brandão                   | Marcelo Perin                               | 28 de dezembro de 2016 |
| Gajah e Duda se perdem em uma floresta e são seduzidos por uma simpática velhinha em uma suspeita casa de doces.                                                                                                   |                  |                           |                                                                                 |                                             |                        |
| 43 | 17               | "Rejuvelhescer"           | Suzanne Lang Roteiro Adicional de Jovan de Melo, Maurício Maia e Zé Brandão     | William Lages                               | 29 de dezembro de 2016 |
| A Rainha Cupim acredita ter encontrado a Lendária Fonte da Juventude. |                  |                           |                                                                                 |                                             |                        |
| 44 | 18               | "Moeda Banana"            | Arnaldo Branco Roteiro Adicional de Jovan de Melo, Maurício Maia e Zé Brandão   | Marcio Castro e Marcela Vilar               | 30 de dezembro de 2016 |
| Gajah ensina o valor do dinheiro a uma tribo de macacos, que entendem a lição bem até demais. |                  |                           |                                                                                 |                                             |                        |
| 45 | 19               | "Besouro Hércules"        | Arnaldo Branco Roteiro Adicional de Jovan de Melo, Maurício Maia e Zé Brandão   | Daniela Fischer e Marcelo Perin             | 31 de dezembro de 2016 |
| Júnior ganha de Dia das Crianças a chance de conhecer seu ídolo da luta-livre. |                  |                           |                                                                                 |                                             |                        |
| 46 | 20               | "Criando Planta"          | Arnaldo Branco Roteiro Adicional de Jovan de Melo, Maurício Maia e Zé Brandão   | Daniela Fischer e William Lages             | 2 de janeiro de 2017   |
| As discussões entre Júnior e a Rainha Cupim sobre as origens da sua espécie ganham um novo nível quando uma planta carnívora mutante se apodera do Tromba Trem.                                                    |                  |                           |                                                                                 |                                             |                        |
| 47 | 21               | "Simbora Praia!"          | Phelipe Pita Roteiro Adicional de Jovan de Melo, Maurício Maia e Zé Brandão     | Giovanna Guimarães e Marcelo Perin          | 3 de janeiro de 2017   |
| Gajah vira a sensação do dia de folga na praia, sem sequer ter participado dela. |                  |                           |                                                                                 |                                             |                        |
| 48 | 22               | "Fundo Profundo"          | Zé Brandão Roteiro Adicional de Jovan de Melo e Maurício Maia                   | Israel de Oliveira                          | 4 de janeiro de 2017   |
| Para resgatar sua câmera perdida no fundo do mar, Gajah e Duda vão precisar enfrentar os perigos de um suposto navio mal-assombrado.                                                                               |                  |                           |                                                                                 |                                             |                        |
| 49 | 23               | "Ilhas Galápagos"         | Chris Eksterman Roteiro Adicional de Jovan de Melo, Maurício Maia e Zé Brandão  | David Mussel e Marcelo Perin                | 5 de janeiro de 2017   |
| Gajah, Duda e Júnior se intrometem nas pesquisas antropológicas de Sir Beagle sobre o comportamento das tartarugas.                                                                                                |                  |                           |                                                                                 |                                             |                        |
| 50 | 24               | "Natal Encalhado"         | Ronaldo Peli Roteiro Adicional de Jovan de Melo, Maurício Maia e Zé Brandão     | David Mussel                                | 24 de dezembro de 2016 |
| Quando o Tromba Trem encalha em um iceberg no Pólo Sul, Gajah, Duda e Júnior encontram um urso ranzinza e se convencem que ele é o Papai Noel.                                                                     |                  |                           |                                                                                 |                                             |                        |
| 51 | 25               | "Guerreiros de Dudadriel" | Leo Finocchi Roteiro Adicional de Jovan de Melo, Maurício Maia e Zé Brandão     | William Lages                               | 6 de janeiro de 2017   |
| A tripulação embarca em uma aventura medieval através de uma partida de RPG. |                  |                           |                                                                                 |                                             |                        |
| 52 | 26               | "Manual de Roteiro"       | Zé Brandão Roteiro Adicional de Jovan de Melo e Maurício Maia                   | André Araújo                                | 7 de janeiro de 2017   |
| Duda embarca em uma jornada intelectual metalinguística para decifrar uma grande questão: quem é o verdadeiro protagonista das aventuras do Tromba Trem? Episódio final da série, com gancho para um futuro filme. |                  |                           |                                                                                 |                                             |                        |